# Porkeri
Porkeri [ˈpɔɻtʃʰɹɪ] és un poble i municipi de l'illa de Suðuroy, a les illes Fèroe. L'1 de gener de 2020 tenia 318 habitants. Porkeri és l'única localitat que hi ha en tot el terme municipal.

## Geografia
El municipi de Porkeri es troba a la costa occidental de Suðuroy. La major part del seu territori es troba en una península que acaba en el cap de Porkeri (Porkerines). Aquesta península representa l'inici del fiord de Hov al nord i del fiord de Vágur al sud. El poble se situa a l'entrada del fiord de Vágur, a la seva costa nord, en una zona de tres petites badies. En la més occidental d'elles es troba el port.
Al nord, i fent frontera amb Hov, hi ha els petits llacs de Bessavatn i Vatnsnes.

## Història
La tradició diu que els primers habitants nòrdics van trobar a la zona ossos de potes de porc. Per aquesta raó el poblat va ser anomenat Purkurgerði, "Lloc de porcs": de purkur (porc), i gerdi (lloc); posteriorment el nom va derivar en Porkeri.

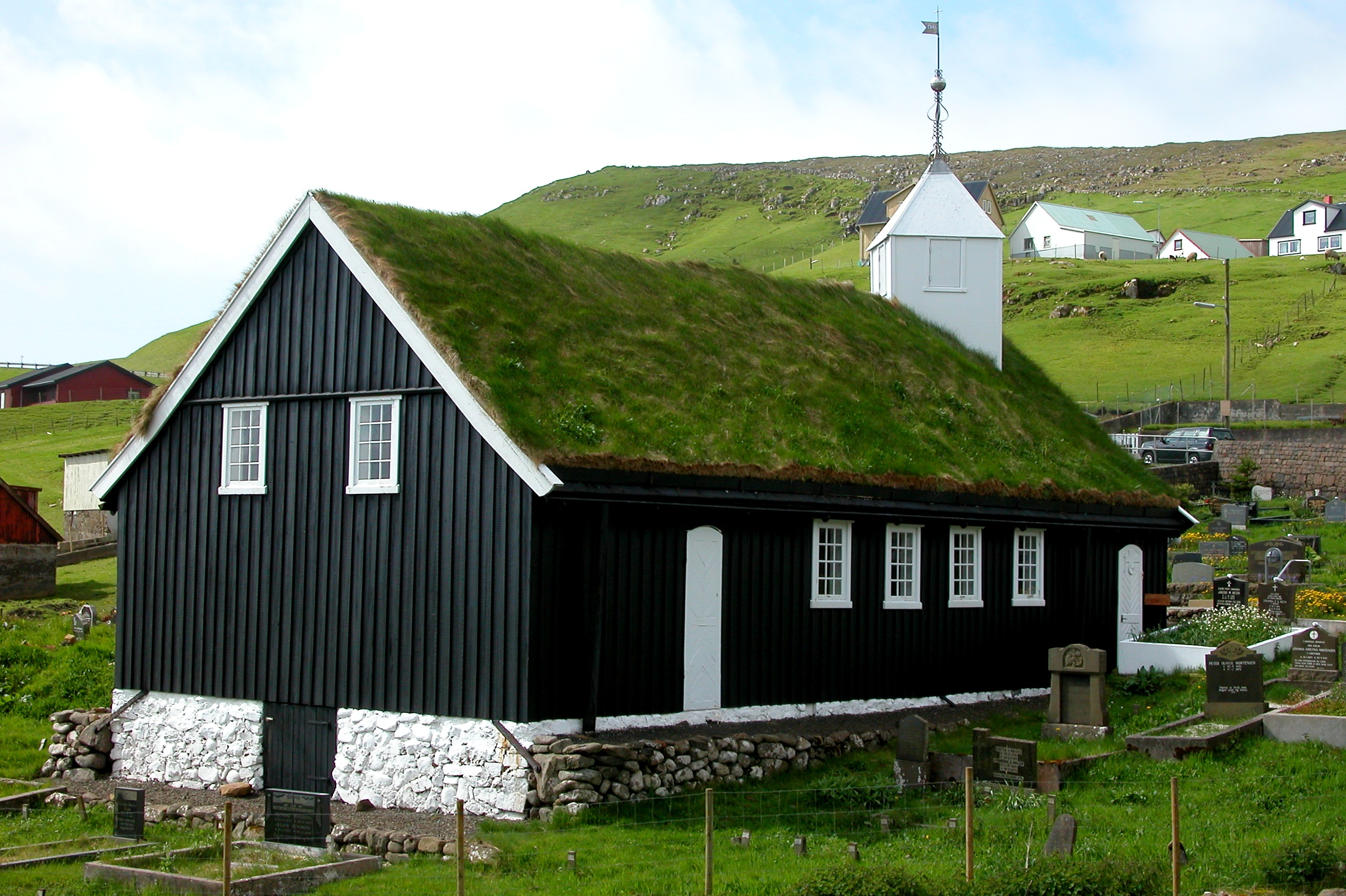
Església de Porkeri.

La primera vegada que Porkeri s'esmenta en un text és en l'anomenat Hundabrævið, document del segle XIV que pretenia regular la tinença de gossos a l'arxipèlag. Les excavacions arqueològiques van trobar restes al costat de l'església que demostren que els primers nòrdics es van establir en Porkeri cap a l'any 1000, amb evidències d'un assentament de població celta del segle viii.
La població de Porkeri històricament s'ha dedicat a la pesca, la caça de balenes, la caça d'aus i l'extracció de torba. A la fi del segle xix, homes oriünds de Porkeri participaven en activitats pesqueres a Islàndia, Groenlàndia i Terranova, ja fos en les seves pròpies embarcacions o com a tripulants o oficials d'altres vaixells. La localitat groenlandesa de Kangerluarsoruseq, avui despoblada, va ser fundada per feroesos, que la van anomenar Føroyingahavnin (port feroès).
Porkeri era coneguda per ser un dels millors llocs per a l'agricultura i la ramaderia. Fins a la dècada de 1950, cada família tenia almenys una vaca. Amb l'establiment d'una lleteria a Tórshavn el 1960 per servir a totes les Fèroe, la producció ramadera de Porkeri es va enfocar exclusivament a les ovelles, generalment per a l'autoconsum.
L'església és una construcció de fusta i sostre vegetal, típica de les Fèroe, i data de 1847. Conté varis vots de mariners que van salvar la vida en els perills del mar.
L'antiga escola de Porkeri es va construir el 1888. Es va utilitzar com a tal durant 96 anys. Actualment és propietat de Porkeris Bygdasavn, hi s'ha transformat en un museu. En l'actualitat Porkeri és un poble essencialment pesquer i mariner.